# Patrick Auffay
Patrick Auffay, né Patrick Claude Jeffries-Britten le 21 mars 1946 à Berlin et mort le 24 aout 2024 à Orsay, est un acteur français connu pour avoir tourné enfant sous la direction de François Truffaut.

## Biographie

### Enfance
Patrick Auffay naît à Berlin car sa mère, l’historienne Arlette Cotton de Bennetot, après avoir été secrétaire du général de Gaulle dans la France libre, faisait alors partie des forces françaises d’occupation. Il grandit à Paris.

### Carrière cinématographique

#### Les Quatre Cents Coups
Lorsqu’il a 13 ans, à la suite de la lecture d'un entrefilet de Carmen Tessier dans France-Soir, sa mère l’inscrit à un casting organisé par Philippe de Broca, alors assistant réalisateur. Initialement pressenti pour le rôle d’Antoine Doinel dans le futur film de François Truffaut, Les Quatre Cents Coups, c’est finalement Jean-Pierre Léaud qui est choisi, Patrick jouera le copain d’Antoine Doinel, René Biget, inspiré de Robert Lachenay, l’ami de Truffaut,. Arlette Cotton de Bennetot décide que son fils adoptera un pseudonyme : Auffay, comme un village voisin de la commune de Bennetot.
Le tournage se déroule pendant les vacances scolaires, en extérieur et sans autorisation administrative, ce qui amène les deux jeunes acteurs à être brièvement retenus par la police. De la prestation de Patrick Auffay à l'écran, on retient notamment sa complicité avec Jean-Pierre Léaud et la scène où René tente en vain de voir Antoine au centre de mineurs délinquants.
Le succès du film impose à Patrick Auffay une célébrité et une maturité plutôt brutales. Il est renvoyé du collège privé où il étudiait par crainte qu'il ne dissipe les autres élèves. Il voyage alors en Amérique du Nord pour soutenir le film aux festivals d'Acapulco et de New York où il noue des contacts avec le critique du Monde Jean de Baroncelli.

#### Antoine et Colette
En 1962, François Truffaut lui demande d'incarner à nouveau René dans le sketch Antoine et Colette du film collectif L'Amour à vingt ans. Patrick Auffay bénéficie pendant le tournage du soutien de Suzanne Schiffman, à l'époque simple scripte — il est impressionné par l'ascendant de Marie-France Pisier qui pourtant débutait dans le cinéma.

#### Clap de fin
Après 1962, il arrête définitivement sa carrière cinématographique et abandonne son pseudonyme. Il reste toutefois en contact avec Truffaut et conserve un temps des liens avec le monde du cinéma, notamment avec Henri Langlois qu'il rencontre à Istanbul à l'occasion d'un festival en 1970.
Au début du XXIe siècle, plusieurs auteurs cinéphiles, notamment François-Guillaume Lorrain, chercheront à retrouver la trace de « Patrick Auffay » mais sans succès, : il restera ainsi un « enfant oublié du cinéma » jusqu’en 2024.

### Études
En 1962, redevenu Patrick Jeffries-Britten, il reprend des études secondaires puis supérieures. Il étudie le droit, les langues orientales et la politique. Il obtient en 1971 un diplôme d’études supérieures de science politique sous la direction de Maurice Duverger — son mémoire est consacré au passage au multipartisme en Turquie, pays qu’il a découvert lors de son service national en coopération.

### Cursus professionnel
Sa carrière professionnelle se déroule initialement dans des organisations patronales (CNPF, syndicats de branches). Il s’y intéresse principalement aux questions de formation. À partir de 2000, il travaille dans une entreprise de portage salarial.

### Fin de vie
À la fin des années 2000, il s’installe à Orsay où il épouse Christelle Pons, le 28 novembre 2009.
Il meurt le 24 aout 2024, après s'être confié à Armand Hennon entre 2019 et 2022, peu avant la parution du livre de ce dernier, François Truffaut, la passion des secondes rôles,.

## Filmographie
- 1959 : Les Quatre Cents Coups, de François Truffaut : René Bigey
- 1962 : Antoine et Colette, de François Truffaut (sketch de L'Amour à vingt ans) : René

## Récompenses et distinctions
- Médaille de la Ville d’Orsay (2023)